# Scheibe-Alsbach

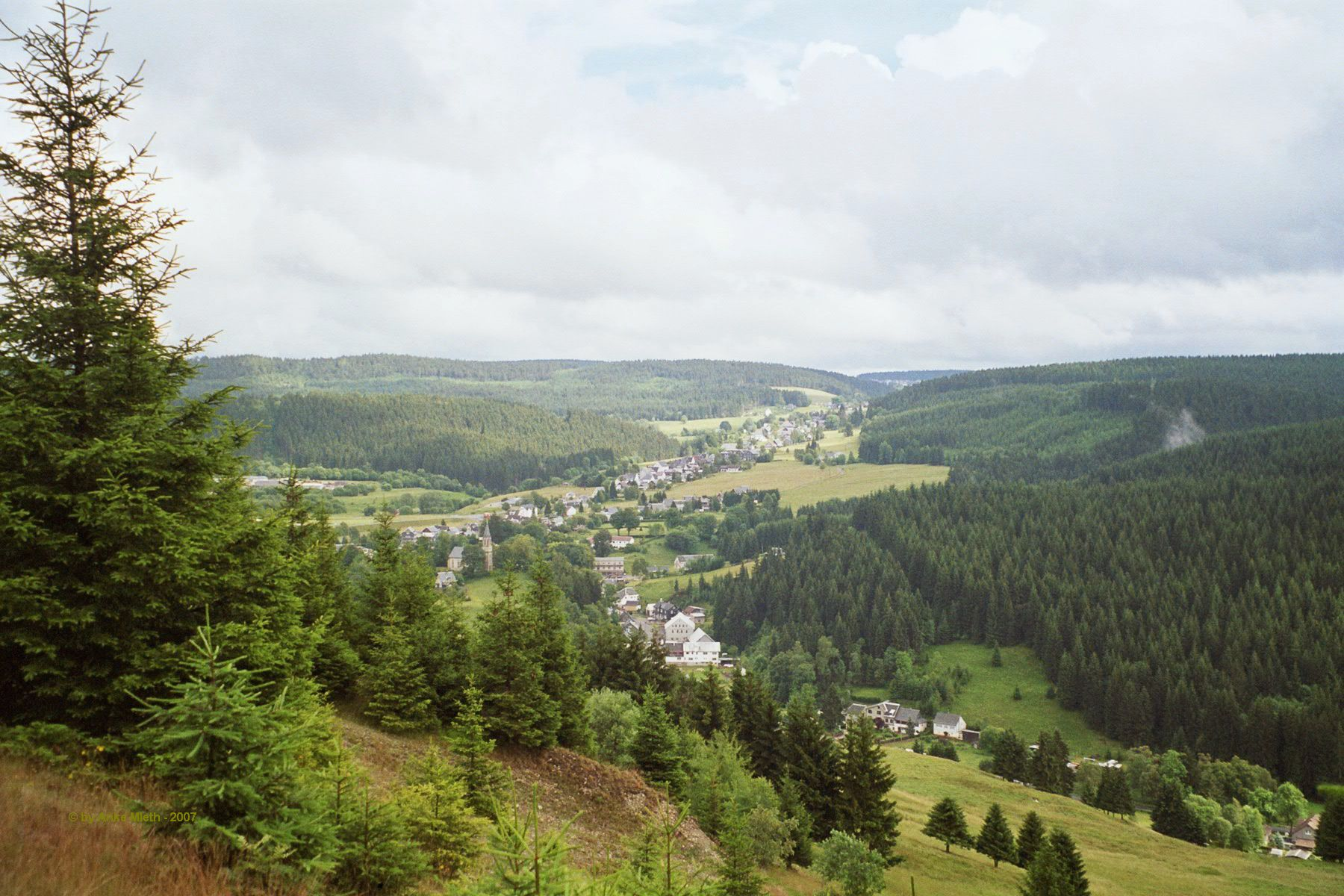
Scheibe-Alsbach mit Blick vom „Großen Tor“

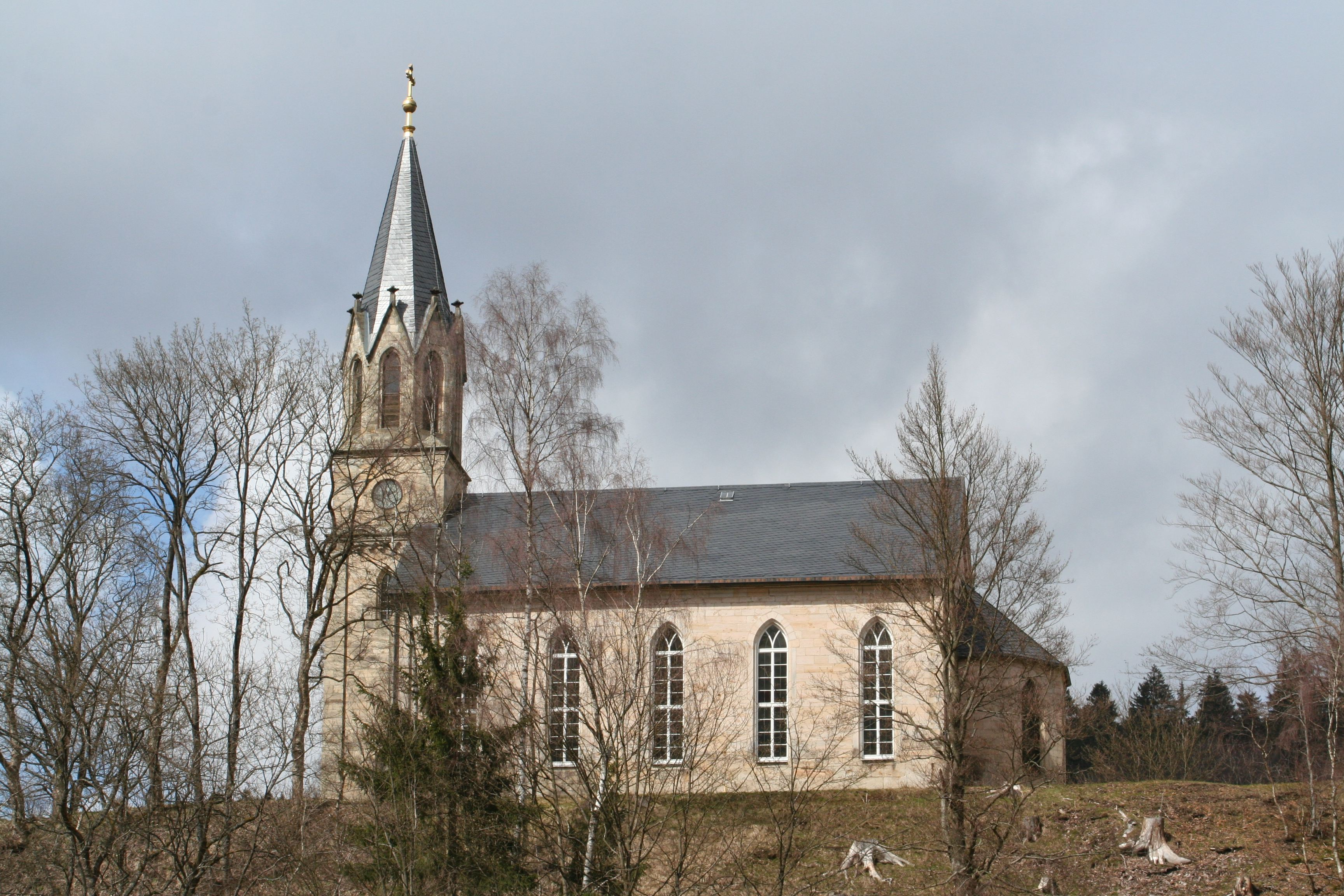
Evangelische Kirche

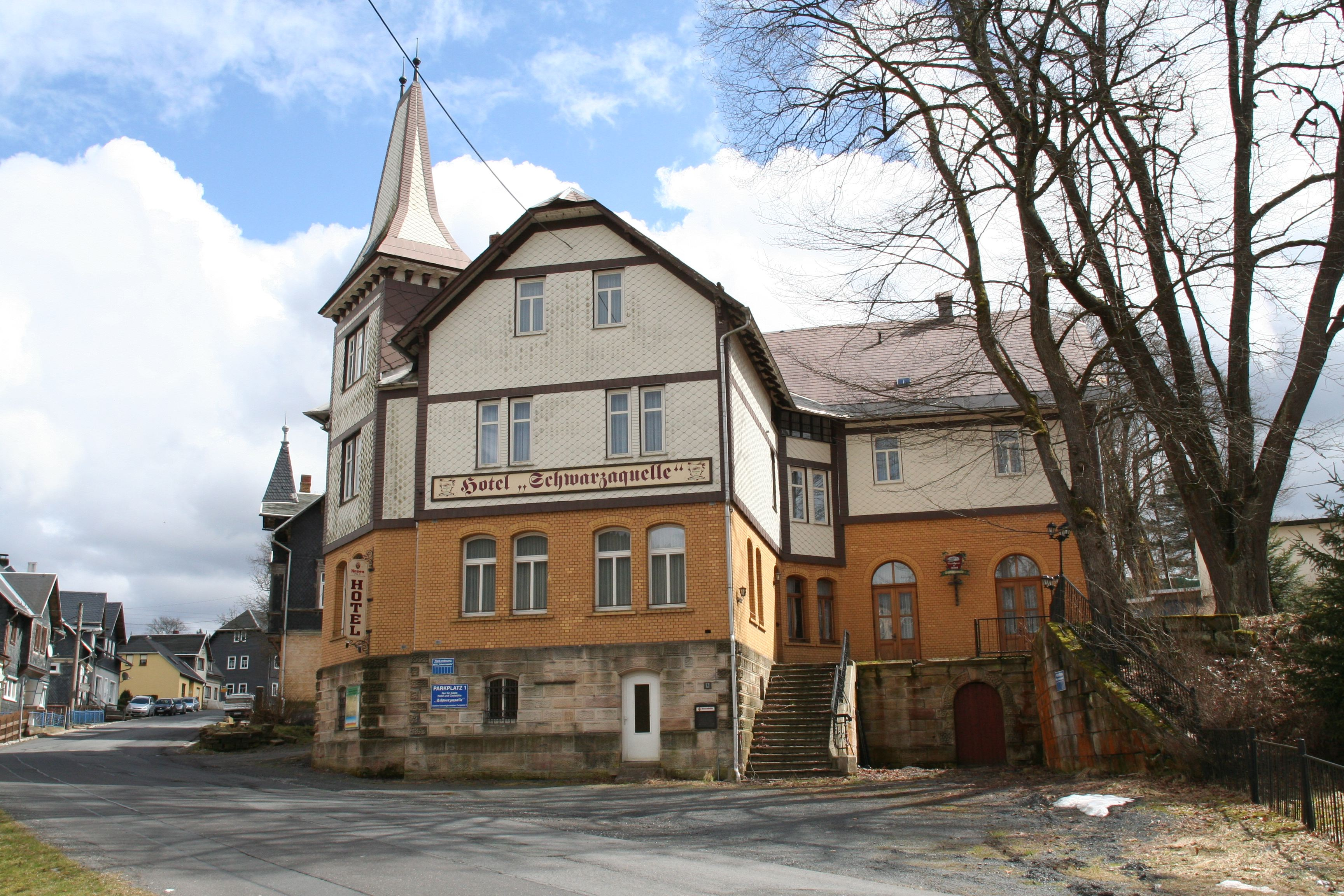
Hotel Schwarzaquelle

Scheibe-Alsbach ist ein Ortsteil der Stadt Neuhaus am Rennweg in Thüringen im Landkreis Sonneberg. Scheibe-Alsbach war von 1924 bis 2012 eine selbstständige Gemeinde.

## Geografie
Scheibe-Alsbach besteht aus den Orten Scheibe und Alsbach, die im Thüringer Wald bzw. im Thüringer Schiefergebirge liegen, etwa vier Kilometer westlich von Neuhaus am Rennweg. Das Dorf gilt als Eingangstor zum Schwarzatal. Scheibe liegt in einem sanften Talkessel bei ca. 620 Metern Höhe. Bergwärts (südlich) ansteigend schließt sich Alsbach und unmittelbar am Rennsteig bei 750 Meter Höhe der Ortsteil Limbach an. Im Osten des Ortsgebietes entspringt die Schwarza. Sie wird nach wenigen 100 Metern in der Schwarzatalsperre aufgestaut. Der Stausee dient seit 1987 der Trinkwasserversorgung; dafür wurde in unmittelbarer Nähe eine moderne Aufbereitungsanlage gebaut. Nördlich von Scheibe-Alsbach liegt auf dem Farmdenkopf das Oberbecken des Pumpspeicher-Kraftwerkes Goldisthal mit einer Dammhöhe von 870 Meter und stellt somit den höchsten Punkt im Thüringer Schiefergebirge dar.
Die Nachbargemeinden bzw. -orte von Scheibe-Alsbach sind im Uhrzeigersinn, beginnend im Norden: Goldisthal – Katzhütte – Neuhaus am Rennweg – Steinheid – Limbach – Siegmundsburg – Friedrichshöhe.

## Geschichte

### Scheibe
Die Anfänge von Scheibe liegen bereits vor 1618. Im Coburger Kastenamtsbuch von 1492–1510 wird der Name Scheuba-Scheibe in der Beschreibung des Forschengreuther Forstes erwähnt. Der Name selbst könnte slawischen Ursprungs sein. Zunächst befand sich dort ein Eisenhammer mit einem Schmelzwerk und zirka zwei oder drei Häuser für die Arbeiter. Das Hammerwerk wurde im Dreißigjährigen Krieg zerstört und nicht wieder in Betrieb genommen. 1737 wurde aus dem ehemaligen Herrenhaus ein Forsthaus. Holzfäller erhielten dort von der Herrschaft Schwarzburg-Rudolstadt unentgeltlich Bauplätze. Die Einwohner von Scheibe waren nach dem drei (Fuß)Stunden entfernten Meuselbach eingepfarrt. Ab 1740 wurde Scheibe aufgrund der großen Entfernung durch unwegsamen Wald nach Meuselbach nach dem Abschluss eines Rezesses von Steinheid im benachbarten Sachsen-Meiningen kirchlich betreut. Der Weg nach Steinheid war zwar nicht so weit, aber dennoch beschwerlich, weil es eine Stunde nur bergauf ging.
Im Jahre 1780 bestand der Ort aus elf Häusern, einem Forsthaus, einer Rußhütte und einer Schneidemühle. Ebenfalls seit 1780 gab es im Dorf einen Lehrer, der die fünf bis sechs Kinder privat unterrichtete. Erst dann kam es zur Errichtung eines Gottesackers, da man zuvor im Winter gezwungen war, die Leichen wochenlang unbeerdigt liegen zu lassen. 1796 wurde erstmals ein Schulze (Bürgermeister) ernannt. 1821 wurde eine Schule errichtet. 1835 gründete Louis Oels aus Blankenhain die Porzellanmanufaktur Scheibe-Alsbach, die 1843 an die Herren Kister und Dressel überging. Durch die Gründung der Porzellanfabrik wuchs Scheibe schnell. 1838 erfolgte die zwangsweise Übersiedlung der Einwohner des benachbarten Glashüttendorfes Habichtsbach, das 1735 von Glasermachern aus Schmalenbuche gegründet worden war. 1815 bestand es aus drei Häusern und hatte 28 Einwohner. Als erster Pfarrer von Scheibe wirkte August Gehring, der auf einer Collekten-Reise von 1842 bis 1845 zirka 5000 Gulden zum Bau einer Kirche sammelte.

### Alsbach
Alte Schreibweise: Altesbach. Der Ort verdankt seine Entstehung der Errichtung einer Hohlglashütte, die 1711 von Johann Nicol Greiner aus Schmalenbuche erbaut wurde. Diese geriet bald in Verfall und wurde 1726 für 200 meißnische Gulden an den Stützerbacher Glasmeister Georg Greiner versteigert. Dieser hatte die Glashütte für seine Söhne Martin, Gottlieb und Gottfried erworben. Gottfried’s Sohn, Johann Gotthelf Greiner, erfand gemeinsam mit seinem Vetter und späteren Schwager Gottfried Greiner das Thüringer Porzellan. Johann Gotthelf Greiner gilt mit Recht als Begründer der Thüringer Porzellan-Industrie.
1813 bestand der Ort aus 6 Häusern und 61 Einwohnern. 1842 wurde der erste Schulze gewählt. 1861 wurde eine Postexpedition angelegt.
Am Ende des Zweiten Weltkrieges hat Paul Gebhardt auf seinem Haus eine weiße Fahne gehisst. Dabei wurde er von abziehenden SS-Angehörigen erschossen. Sein Grab auf dem Friedhof erinnert an dieses Geschehen. Ein anderer Einwohner, der katholische Pfarrer Ludwig Jacquat, war von der Gestapo in Weimar verhaftet und bei einer Massenerschießung im Webicht, einem Wald bei Weimar ermordet worden.

### Scheibe-Alsbach
Seit der Gründung gehörte Scheibe wie Alsbach zum Amt Schwarzburg, später zum fürstlich-schwarzburgischen Landratsamt Königsee und ab 1922 zum Kreis Rudolstadt. Zum 1. Oktober 1923 erfolgte die Eingemeindung von Alsbach nach Scheibe und zum 13. Februar 1924 die Umbenennung Scheibes zu Scheibe-Alsbach. Am 25. Juli 1952 kam die Gemeinde zum Kreis Neuhaus am Rennweg und mit dessen Auflösung 1994 zum Landkreis Sonneberg. Am 31. Dezember 2012 wurde die Gemeinde Scheibe-Alsbach in die Stadt Neuhaus am Rennweg eingegliedert. Erfüllende Gemeinde für Scheibe-Alsbach war zuvor Neuhaus am Rennweg.

## Wappen
Das Wappen (genehmigt am 11. Juli 1994) zeigt die Verbundenheit des Ortes mit dem Biathlonsport. Der Löwe als Stammwappen der Schwarzburger Grafen ist belegt durch einen silbernen schrägliegenden Wellenbalken mit fünf schwarzen Scheiben, symbolisierend sowohl den Ortsnamen wie die Scheibenfläche beim Biathlon.

## Kultur und Sehenswürdigkeiten
- Evangelische Kirche

## Wirtschaft und Verkehr
Früher waren in Scheibe-Alsbach vor allem Waldwirtschaft und Glas- und Porzellanherstellung von Bedeutung. Nach 1990 verschwanden diese Industrien jedoch. Heute ist der Tourismus die Haupteinnahmequelle des Ortes.
Von Scheibe-Alsbach führen Straßen nach Katzhütte und Steinheid. Im Süden berührt der Ort die B 281, welche Neuhaus am Rennweg und Eisfeld verbindet.

## Persönlichkeiten
- Johann Gotthelf Greiner (* 1732 in Alsbach; † 1797 in Limbach) war Glasmacher und Miterfinder des Thüringer Porzellans.
- Otto Poertzel (* 1876 in Scheibe; † 1963 in Coburg) war ein deutscher Künstler
- Wolfgang Kiesewetter (* 1924 in Scheibe-Alsbach; † 1991) war ein deutscher Diplomat (DDR), stellvertretender Außenminister (DDR), Sonderbotschafter in Kairo, Botschafter in Schweden
- Mark Kirchner (* 1970), deutscher Biathlet und Bundestrainer, wohnt in Scheibe-Alsbach